# John Bosley Ziegler
John Bosley Ziegler (ca. 1920-1983) - conocido como John Ziegler y Montana Jack — fue el médico estadounidense que desarrolló originalmente el esteroide anabólico llamado  metandrostenolona (Dianabol, DBOL), que fue lanzado en los EE. UU. en 1958 por Ciba.
En sus inicios, los culturistas lo emplearon como un auxiliar para estimular el crecimiento muscular, gracias a sus propiedades. En 1959, Ziegler lo administró al campeón estadounidense de levantamiento de pesas, Bill March, miembro del  York Barbell Club, mientras ejercía como médico del equipo de levantamiento de pesas de Estados Unidos. Fue prohibido por la Administración de Alimentos y Medicamentos (FDA) debido a la Ley de Sustancias Controladas de Estados Unidos. Más adelante en su vida, se manifestó abiertamente en contra de su uso en el deporte, diciendo: "Ya es bastante malo tener que tratar con drogadictos, pero ahora los atletas sanos se están poniendo en la misma categoría. Es una vergüenza. ¿Quién practica deportes hoy en día por diversión?"  John Ziegler padecía una enfermedad cardiaca, la cual llevó a su muerte en 1983 por una insuficiencia cardíaca que fue en parte por culpa de sus experimentos con esteroides.

## Biografía

### Primeros años de vida
John Bosley Ziegler nació en el Medio Oeste de los Estados Unidos, pero regresó a sus raíces familiares en el sur de Pensilvania y se graduó en la Universidad de Grettysburg en 1942. Descendía de tres generaciones de médicos que se remontaban a la guerra civil estadounidense, y su padre fue médico y también científico, con su descubrimiento siendo la tableta de sal.
Hizo su servicio como oficial del Cuerpo de Marines de los Estados Unidos en el Pacífico en la Segunda Guerra Mundial, donde sufrió graves heridas de bala, aunque no le impidieron a estudiar en un futuro. Su experiencia en cirugía y convalecencia lo llevó a especializarse en medicina recuperativa en la Facultad de Medicina de la Universidad de Maryland . Realizó su pasantía y residencia en hospitales de la Marina en Norfolk, Virginia y Mobile Alabama, antes de completar una residencia de dos años en neurología en Facultad de Medicina de la Universidad de Tulane en Nueva Orleans. En 1954, tras establecerse en Olney, Maryland, Ziegler se dedicó principalmente al tratamiento de pacientes discapacitados y gravemente heridos. Simultáneamente, llevaba a cabo investigaciones químicas a tiempo parcial en Ciba Pharmaceuticals en Summit, Nueva Jersey.
Se convirtió en apasionado levantador de pesas el cual entrenaba en el York Barbell Club, que era el centro del entrenamiento físico estadounidense del cual su propietario es Bob Hoffman. Hoffman compitió con Joe Weider y Charles Atlas por el título de Mr America (concurso). Además, no solo destacó en el ámbito deportivo, sino que también dejó su huella literaria al escribir el libro "Weight Lifting" en 1939. Las credenciales científicas de Ziegler complementaron las teorías del culturismo de Hoffman. Ziegler se hizo amigo de John Grimek, destacado levantador de pesas y campeón de culturismo que trabajaba para Hoffman.

### El desarrollo de los esteroides anabólicos
En octubre de 1954, Ziegler viajó a Viena con el equipo estadounidense de halterofilia. Allí conoció a un físico ruso que, mientras tomaba "unas copas", le preguntó repetidamente: "¿Qué les das a tus chicos?". Cuando Ziegler le preguntó a qué se refería, el ruso dijo que a sus propios atletas se les estaba administrando testosterona. Después de volver a Estados Unidos, Ziegler experimentó con dosis pequeñas de testosterona en sí mismo, así como en el entrenador estadounidense Bob Hoffman y en tres levantadores: John Grimek, Jim Park y Yaz Kuzahara. Todos experimentaron un aumento significativo en peso y fuerza, superando los resultados de cualquier programa de entrenamiento convencional, aunque también se manifestaron efectos secundarios. Con el respaldo de la investigación de Ciba Pharmaceuticals, Ziegler inició la búsqueda de una sustancia artificial que replicara los efectos de la testosterona. Su empleo en CIBA le facilitó a Ziegler el acceso a libros y registros de Alemania, donde los nazis habían llevado a cabo experimentos con testosterona, además,  también le proporcionó una valiosa información la cual no disponía antes, que más tarde aplicaría en sus investigaciones sobre sustancias para el rendimiento deportivo. Estos documentos fueron confiscados por Estados Unidos después de la guerra. Ziegler buscó un fármaco sin efectos secundarios y dio con un esteroide anabólico, la metandrostenolona (Dianabol, DBOL), fabricado en Estados Unidos en 1958 por Ciba.
En Roma, durante los Juegos Olímpicos de 1960, Ziegler suministró Dianabol a la totalidad del conjunto estadounidense de levantamiento de pesas. Sin embargo, a pesar de la ventaja de los esteroides, no lograron vencer a los atletas soviéticos. Dejó de experimentar con atletas cuando supo que algunos que habían tomado 20 veces la dosis recomendada de Dianabol habían desarrollado una enfermedad hepática. Fue citado en Science en 1972 diciendo: "Perdí el interés en jugar con coeficientes intelectuales de ese calibre. Ahora está tan extendido entre estos idiotas como la marihuana". En años posteriores, Ziegler lamentó haber introducido AAS a los atletas. También mencionó "desearía no haberlo hecho nunca. Me gustaría volver atrás y borrar todo ese capítulo de mi vida".